# MACS0647-JD
MACS0647-JD — галактика в созвездии Жираф, находящаяся на расстоянии 13,3 миллиарда св. лет. Она образовалась всего через 420 миллионов лет после Большого взрыва. Это была самая далёкая галактика до апреля 2022 года. Галактика была открыта группой CLASH (Cluster Lensing And Supernova Survey with Hubble), возглавляемой Марком Постменом из Института космического телескопа (США), благодаря эффекту гравитационной линзы, созданному скоплением галактик MACSJ0647+7015. Галактика имеет диаметр меньше чем в 600 световых лет.
Фотометрическое красное смещение z = 10,7 +0,6 / −0,4.
До открытия этой галактики самой удалённой галактикой считалась UDFj-39546284 из созвездия Печь, расстояние до которой — 13,2 млрд световых лет. В декабре 2012 года было объявлено, что красное смещение UDFj-39546284 составляет z=11,9, а расстояние до неё — не менее 13,37 млрд световых лет, но она не была спектроскопически подтверждена.